# Prefetti della provincia di Milano
Elenco dei prefetti della provincia di Milano a partire dal 1860 ad oggi.

## Regno d'Italia
- Massimo d'Azeglio (14 febbraio 1860 - 29 settembre 1860)
- Giuseppe Pasolini (30 settembre 1860 - 17 marzo 1862)
- Salvatore Pes di Villamarina (18 maggio 1862 - 19 febbraio 1868)
- Carlo Torre di Caprera (18 marzo 1868 - marzo 1876)
- Cesare Bardesono di Rigras (19 aprile 1876 - 29 luglio 1878)
- Luigi Gravina (25 agosto 1878 - dicembre 1879)
- Achille Basile (8 marzo 1880 - 30 luglio 1890)
- Giovanni Codronchi Argeli (28 settembre 1890 - 21 gennaio 1893)
- Antonio Winspeare (4 febbraio 1893 - 10 maggio 1898)
- Fiorenzo Bava Beccaris (7 maggio 1898 - 31 agosto 1898)
- Carlo Municchi (1º settembre 1898 - 2 gennaio 1900)
- Giovanni Alfazio (24 dicembre 1899 - 1º agosto 1908)
- Carlo Panizzardi (2 agosto 1908 - 31 maggio 1915)
- Giovanni Cassis (1º giugno 1915 - 15 agosto 1916)
- Filiberto Olgiati (17 agosto 1916 - 9 marzo 1919)
- Angelo Pesce (10 marzo 1919 - 13 aprile 1920)
- Enrico Flores (16 aprile 1920 - 20 agosto 1920)
- Alfredo Lusignoli (24 agosto 1920 - 22 maggio 1923)
- Saverio Nasalli Rocca (23 maggio 1923 - 1º settembre 1924)
- Vincenzo Pericoli (3 settembre 1924 - 30 giugno 1928)
- Giuseppe Siragusa (1º luglio 1928 - 31 luglio 1930)
- Bruno Fornaciari (1º agosto 1930 - 24 luglio 1935)
- Riccardo Motta (14 luglio 1935 - 17 giugno 1937)
- Giuseppe Marzano (17 giugno 1937 - 21 agosto 1939)
- Giovanni Battista Marziali (22 agosto 1939 - 28 gennaio 1941)
- Carlo Tiengo (1º febbraio 1941 - 7 febbraio 1943)
- Oscar Uccelli (12 febbraio 1943 - 30 luglio 1943)
- Giovanni D'Antoni (1º agosto 1943 - 10 settembre 1943)
- Riccardo Lombardi (30 aprile 1945 - dicembre 1945)

## Repubblica italiana
- Ettore Troilo (16 gennaio 1946 - 3 dicembre 1947)
- Vincenzo Ciotola (27 dicembre 1947 - 2 gennaio 1949)
- Tommaso Pavone (8 gennaio 1949 - 19 novembre 1952)
- Ernesto Giulio Cappa (1º dicembre 1952 - 24 ottobre 1954)
- Alberto Liuti (25 ottobre 1954 - 7 ottobre 1958)
- Angelo Vicari (8 ottobre 1958 - 9 ottobre 1960)
- Antonino Celona (10 ottobre 1960 - 10 ottobre 1961)
- Sergio Spasiano (11 ottobre 1961 - 24 agosto 1966)
- Libero Mazza (25 agosto 1966 - 30 giugno 1974)
- Luigi Petriccione (15 luglio 1974 - 4 gennaio 1976)
- Domenico Amari (5 gennaio 1976 - 2 gennaio 1980)
- Vincenzo Vicari (3 gennaio 1980 - 28 luglio 1987)
- Carmelo Caruso (1º settembre 1987 - 1º settembre 1991)
- Giacomo Rossano (2 settembre 1991 - 5 novembre 1995)
- Roberto Sorge (6 novembre 1995 - 7 giugno 2000)
- Bruno Ferrante (8 giugno 2000 - 13 novembre 2005)
- Gian Valerio Lombardi (2 dicembre 2005 - 31 gennaio 2013)
- Camillo Andreana (1º febbraio 2013 - 31 luglio 2013)
- Francesco Paolo Tronca (8 agosto 2013 - 3 dicembre 2015)
- Alessandro Marangoni (4 dicembre 2015 - 31 dicembre 2016)
- Luciana Lamorgese (13 febbraio 2017 - 1º ottobre 2018)
- Renato Saccone (1º ottobre 2018 - 30 novembre 2023)
- Claudio Sgaraglia (4 dicembre 2023 - in carica)